# Romántica obsesión
Romántica obsesión es una telenovela mexicana de TV Azteca producida en 1999. Protagonizada por Ana Claudia Talancón y Juan Manuel Bernal, con las participaciones antagónicas de Plutarco Haza, Alpha Acosta y Wendy de los Cobos y con las actuaciones estelares de Enrique Novi y Adriana Parra.

## Sinopsis
Alejandro se enamora de Mariana, pero no sabe cómo acercarse a ella, por lo que comienza a enviarle cartas de amor y Mariana se enamora inmediatamente de un misterioso autor de cartas románticas. La única persona que conoce al verdadero autor de esas cartas es Oscar, el mejor amigo de Alejandro, quien se aprovecha de la situación y conquista a Mariana a espaldas de Alejandro, diciéndole que fue él quien le envió las cartas. Marina está confundida, ya que algo en la personalidad de Oscar le dice que no podía escribir esas cartas. Y Alejandro todavía no tiene el coraje suficiente para confesarle la verdad.

## Elenco
- Ana Claudia Talancón - Mariana Ríos
- Juan Manuel Bernal - Alejandro Villalba
- Plutarco Haza - Oscar de la Rosa
- Rubí Mariana - Gisela
- Alpha Acosta - Tamara
- Wendy de los Cobos - Anastasia
- Enrique Novi - Rogelio
- Adriana Parra - Blanca
- Gerardo Acuña - Jorge
- Romina Castro - Eva
- Marcos Valdés - Fernando
- Gerardo Gonzalez - Gabriel
- Mauricio García - Ismael
- Octavio Burgueño - Julián
- Susana Salazar - Fabiola
- Eduardo Venegas - Tomás
- Julián Antuñano - Diego
- Tania Arredondo - Zulema
- Graciela Orozco - Juana
- Maria de la Luz Zendejas - Chona
- Eva Prado - Toña
- María Luisa Vázquez - Estela
- Alicia Laguna - Sara
- Deborah Ríos - Lorena
- Vanessa Villela - Leticia
- Ima Infante - Carlota